# Capendu
Capendu (okcitansko Camppendut) je naselje in občina v južnem francoskem departmaju Aude regije Languedoc-Roussillon. Leta 1999 je naselje imelo 1.380 prebivalcev.

## Geografija
Kraj leži v pokrajini Languedoc ob reki Aude, 80 km vzhodno od središča departmaja Carcassonna.

## Uprava
Capendu je sedež istoimenskega kantona, v katerega so poleg njegove vključene še občine Badens, Barbaira, Blomac, Bouilhonnac, Comigne, Douzens, Floure, Fontiès-d'Aude, Marseillette, Montirat, Monze, Moux, Roquecourbe-Minervois, Rustiques, Saint-Couat-d'Aude, Trèbes in Villedubert z 12.385 prebivalci.
Kanton Capendu je sestavni del okrožja Carcassonne.
1. ↑  »Populations légales 2016«. Nacionalni inštitut za statistične in gospodarske raziskave. Pridobljeno 25. aprila 2019.